# 錢山漾遺址
錢山漾遺址是位於浙江省湖州市吳興區境內的一處新石器時代晚期的一個村落的遺址，遺址位於距湖州城南7公里錢山漾東岸南頭的百廿畝村（屬八里店鎮常路街道路村村）。錢山漾遺址入圍2005年度全国十大考古新发现名錄，2006年被列入第六批全國重點文物保護單位。
根據20世紀50年代的考古情況，有關部門認定錢山漾遺址距今時間約4700年至5200年，原定屬良渚文化時期，相當於黃河流域的河南龍山文化和山東龍山文化時期，它填補了原先幾乎一片空白的湖州原始文化的歷史，2014年被正式独立命名一种新型考古学文化“钱山漾文化”。

## 水文情況
錢山漾位於東苕溪中段八里店鎮，距湖州市區東南約7千米處，原為太湖南岸最重要的濕地和名湖之一，有水面面積約2平方多千米。20世紀60年代，仍為湖州市境最大的淡水調蓄湖泊。東西寬約1千米，南北長約3千米，1969年除東側留有杭湖錫線主航道外，大部分均被圍成軍墾農場，根據協議，如遇特大洪水，可開口分洪。

## 遺址出土
錢山漾遺址發現於民國23年（1934年）。是年大旱，考古學家慎微之在此發現新石器時代良渚文化的遺存。1956、1958年春，浙江省文物管理委員會、浙江省博物館先後組織了兩次發掘，共布探方23個，總發掘面積731.5平方米，發現居住遺跡4處，各類陶片6萬餘片，石器500餘件，竹編物200餘件。屬商周時期的馬橋文化，和新石器時代晚期的良渚文化。同時還先後出土了4700至5000年前世界上最早的蠶絲織品絹片、絲線、絲帶和紡輪等，因而該遺址被稱作「世界絲綢之源」。
2005年3月，為配合申嘉湖高速公路建設，浙江省和湖州市文保所館聯合進行了再次發掘，遺址共有4個文化層堆積，最晚的屬於馬橋文化時期的大型聚落，其中，還發現一個面積約290平方米並帶有廚房和8居室多開間的大型「豪宅」遺址，這在太湖流域乃至中國新石器時代考古中均屬首次，但房主的身份還有待進一步研究。
第三次考古發掘更為重要的是發現了一種新的文化類型。良渚文化的突然消亡至今都是一個謎。此次出土的器物，與良渚時期的器物明顯不同，例如良渚晚期常見的T字足鼎、雙鼻壺等均未發現。但是，此次出土的器物又與良渚之後的馬橋時期相差甚遠，其個性特征十分鮮明。考古人員認為：這是目前太湖流域新石器時代末期一種嶄新的文化類型，距今約4000至4200年，處於良渚文化和馬橋文化之間，考古隊員已將其暫命名為「錢山漾類型文化遺存」。根據地層堆積和出土遺物已初步明確該遺存存在一定的時間跨度。2014年11月16日，因从出土器物组合及其特征、分布范围来看，“钱山漾一期文化遗存”作为一个环太湖地区新石器时代晚期相对独立的发展阶段已经比较清晰，文化面貌独特，并有充分的考古地层学证据，故将“钱山漾一期文化遗存”正式命名为“钱山漾文化”。
- 弧背鱼鳍足陶鼎（钱山漾类型文化）